# Chris Type
Chris Type (* 5. Oktober 1981 in Merthyr Tydfil) ist ein ehemaliger britischer Skeletonfahrer.

## Werdegang
Type betrieb den Sport seit 2003, seit 2004 als Teil des britischen Nationalkaders. Er wurde von Mark Wood trainiert. Sein internationales Debüt gab der Brite im November 2004 als 21. bei einem Skeleton-Europacup-Rennen in Igls. Bereits in seinem dritten Rennen in Königssee erreichte er als Fünftplatzierter erstmals ein Ergebnis unter den besten Zehn. Kurz darauf wurde er Vierter der britischen Meisterschaften und Fünfter bei den Junioren-Weltmeisterschaften. 2005/06 fuhr er wieder im Europacup, ohne jedoch an seine guten Ergebnisse des Vorjahres anzuknüpfen. Doch gewann er bei den britischen Meisterschaften die Bronzemedaille hinter Adam Pengilly und Anthony Sawyer. 2006/07 trat Type zunächst im Skeleton-America’s-Cup an und belegte in allen Rennen einstellige Platzierungen. Dreimal kam er auf die Podestplätze und wurde in der Gesamtwertung hinter Andy Wood und Matthew Antoine Dritter. Anschließend wurde er in Winterberg Zweiter in einem Europacup-Rennen und erreichte damit seine bislang beste Platzierung in diesem Wettbewerb. In der Saison 2007/08 wurde Type im neu geschaffenen Skeleton-Intercontinentalcup eingesetzt und erreichte häufig gute Platzierungen, bestes Ergebnis war ein dritter Rang in Cesana Pariol. In der Gesamtwertung wurde er Siebter. Außerdem startete er zur Vorbereitung auf Intercontinentalcup-Rennen in zwei America’s-Cup-Rennen und wurde in Park City Zweiter. In der Saison 2008/09 gewann Type in Cesana Pariol ein Interconti-Rennen. Zudem kam er je einmal auf den zweiten und Dritten Rang. In der Gesamtwertung musste er sich nur dem überragenden Mirsad Halilovic geschlagen geben, der vier der acht Saisonrennen gewann. Die Gesamtwertung gewann er schließlich in der Saison darauf. Dabei gewann er drei Saisonrennen und wurde je zweimal Zweiter und Dritter. Zu den Olympischen Winterspielen 2010 reiste Type als Reserve.
Zur Saison 2010/11 startete Type erstmals im Weltcup und erreichte dabei am Ende den 11. Platz der Gesamtwertung. Bei der Skeleton-Weltmeisterschaft 2011 in Königssee wurde er Elfter. Nach dem Winter beendete er seine aktive Karriere und wechselte in den Trainerstab der Briten.